# 8314 Цудзі
8314 Цудзі (8314 Tsuji) — астероїд головного поясу, відкритий 25 жовтня 1997 року.
Тіссеранів параметр щодо Юпітера — 3,186.
Названо на честь Цудзі (яп. つじ(辻) цудзі).